# Доннхад мак Домнайлл Ремайр
Доннхад мак Домнайл Ремайр (убит в 1089) — король Лейнстера (1075—1089) и Дублина (1086—1089), представитель династии Уи Хеннселайг. Сын Домналл Ремара мак Маэла-на-м-Бо, племянник верховного короля Ирландии Диармайта мак Маэла-на-м-Бо (ум. 1072).

## Биография
В «Анналах четырёх мастеров» сообщается в 1071 году о конфликте между среди династии Уи Хеннселайг. Доннхад мак Домнайл Ремайр выступил против двоюродного племянника, короля Дублина Домналла мак Мурхады (ум. 1075).
В 1072 году после смерти верховного короля Ирландии Диармайта мак Маэла-на-м-Бо король Мунстера Тойрделбах Уа Бриайн (ум. 1086), совершил походы на королевства Лейнстер и Дублин. Он захватил в плен сыновей Домналла Ремара, в том числе и самого Доннхада. Согласно «Анналам Инишфаллена», сами дублинцы пригласили к себе на королевский престол Тойрделбаха. Тойрделбах Уа Бриайн, подчинив своей верховной власти Дублин, назначил местным королём Гофрайда мак Амлайба (ум. 1075). В 1075 году Тойрделбах Уа Бриайн изгнал из Дублина Гофрайда, который бежал на Гебриды, где вскоре скончался. Тойрделбах Уа Бриайн назначил королём Дублина короля Лейнстера Домналла мак Мурхаду, а его родственнику Доннхаду разрешил управлять Лейнстером. Вскоре после смерти Домналла мак Мурхады Тойрделбах назначил правителем Дублина своего сына Муйрхертаха (ум. 1119).
В 1086 году после смерти верховного короля Ирландии Тойрделбаха Уа Бриайна Доннхад подчинил своей власти Дублинское королевство, объединив под своей властью Лейнстер и Дублин. В 1087 году новый король Мунстера Муйрхертах Уа Бриайн предпринял поход на Дублин против Доннхада и одержал над ним победу в битве Райт Этайр, к северу от реки Лиффи.
В 1089 году, согласно «Анналам четырёх мастеров», Доннхад мак Домнайл Ремайр был убит королём Уи Файльге Конхобаром Уа Конхобайром Файльге. После гибели Доннхада мак Домнайла Ремайра король Мунстера Муйрхертах Уа Бриайн подчинил своей власти Дублин, но не смог его долго удерживать. Около 1091 года королём Дублина стал король Мэна и Островов Годред Крован (ум. 1095).